# 肌醇
肌醇（英語：Inositol），旧称维生素B8，是一种环己烷的六醇。从哈沃斯投影式来看，这些羟基相对环平面的取向不同，故可区分为多种类型，如肌肌醇、表肌醇和鲨肌醇等。最常见的是肌肌醇。

## 臨床醫學上的應用

### 精神病学
对 28 名抑郁症患者进行了为期 4 周的双盲对照试验，每天服用 12 克肌醇。在第 4 周的汉密尔顿抑郁量表中发现，与安慰剂相比，肌醇的总体益处显着。血液学、肾或肝功能未见变化。但在12名过敏性精神分裂症患者中进行了为期一个月的每天12克肌醇的双盲交叉对照试验，没有显示出任何有益的效果。